# Perrigny-lès-Dijon
Perrigny-lès-Dijon è un comune francese di 1 498 abitanti situato nel dipartimento della Côte-d'Or nella regione della Borgogna-Franca Contea.

## Società

### Evoluzione demografica
Abitanti censiti